# ミアン＝チョウラ数列
ミアン＝チョウラ数列（英: Mian–Chowla sequence）とは、次のように定義される整数列 {an} である。
- a1 = 1
- n ≥ 2 のとき、an ( > an−1) は任意の二項の和 ai + aj （i, j は n 以下の整数）が重複しない最小の整数。

## 計算
第二項を求めるため、まず a2 = 2 とおいてみる。
- a1 + a1 = 2
- a1 + a2 = 3
- a2 + a2 = 4

重複がないので、第二項は a2 = 2 である。
次に第三項を求めるため、まず a3 = 3 とおいてみる。
- a1 + a1 = 2
- a1 + a2 = 3
- a1 + a3 = 4
- a2 + a2 = 4
- a2 + a3 = 5
- a3 + a3 = 6

重複があるので、今度は一つ増やして a3 = 4 とおいてみる。
- a1 + a1 = 2
- a1 + a2 = 3
- a1 + a3 = 5
- a2 + a2 = 4
- a2 + a3 = 6
- a3 + a3 = 8

重複がないので、第三項は a3 = 4 である。
これを繰り返すことで次のような数列が得られる。
1, 2, 4, 8, 13, 21, 31, 45, 66, 81, 97, 123, 148, 182, 204, 252, 290, 361, 401, 475, ... オンライン整数列大辞典の数列 A005282

## 性質
- 逆数和 {\displaystyle S=\sum _{i=1}^{\infty }{\frac {1}{a_{i}}}} は 2.158435 ≤ S ≤ 2.158677 を満たす。

## 似た数列
初項を a1 = 0 とすると、ミアン＝チョウラ数列の各項から 1 を引いた数列
0, 1, 3, 7, 12, 20, 30, 44, 65, 80, 96, ... オンライン整数列大辞典の数列 A025582
が得られる。